# 北里帕布利克鎮區 (密蘇里州格林縣)
北里帕布利克鎮區（英語：Republic North Township）是位於美國密蘇里州格林縣的一個行政鎮區。

## 地方資料
北里帕布利克鎮區的面積為27.43平方千米，皆為陸地。根據2020年美國人口普查的數據，當地共有人口8555人，而人口密度為每平方千米311.88人。